# Armi Aavikko
Armi Anja Orvokki Aavikko (Helsinki, 1958. szeptember 1. – Espoo, 2002. január 2.) finn szépségkirálynő és énekesnő.
1977-ben Miss Finlandnek választották, leginkább mégis egy Danny nevű finn énekessel közös duettjei miatt lett ismert. Titokban romantikus viszonya is volt a nős férfival, aki 1992-ben szakított vele. Tizennyolc év közös munka után Armi magánéleti problémákra és alkoholizmusra hivatkozva visszavonult.
Élete vége felé alkoholizmussal és depresszióval küzdött. Többször is megpróbálta rendezni életét, két évvel a halála előtt még el is jegyezték, az esküvőt azonban egy évvel később lefújták.
2002. január 2-án hunyt el tüdőgyulladásban, 43 éves korában. A Malmi temetőben temették el. Aavikko 2006-ban, négy évvel halála után vált széles körben ismertté, amikor az 1978-as "I Wanna Love You Tender" című videoklip, amelyben Dannyvel együtt szerepelt, internetes jelenséggé vált.
Édesanyja azt nyilatkozta Armi halálának tizedik évfordulóján, hogy a lánya belebetegedett a folyamatos csalódásokba, és ez vezetett a halálához is.

## Diszkográfia
- Danny & Armi (Danny-vel) (1978)
- Másik LP (Danny-vel) (1979)
- Armi (1981)
- Armi ja lemmikit (1993)
- Armi Aavikko (2002)

## Fordítás
- Ez a szócikk részben vagy egészben  az   Armi Aavikko című angol Wikipédia-szócikk ezen változatának fordításán alapul.  Az eredeti cikk szerkesztőit annak laptörténete sorolja fel. Ez a jelzés csupán a megfogalmazás eredetét és a szerzői jogokat jelzi, nem szolgál a cikkben szereplő információk forrásmegjelöléseként.